# 西園寺公重女
西園寺公重之女（?—?），其名不详，日本南北朝時代長慶天皇的中宮。父亲太政大臣西園寺公重。
南朝長慶天皇的中宮在《新葉和歌集》中有其和歌，但没有详细情况。宮内厅書陵部所藏吹上本《帝王系图》卷末注記寛成（長慶天皇）之子行悟为“御母女院公重公女”，于是推定長慶天皇的中宮为西園寺公重之女。不过史料出自江戸時代初期，缺少其他史料傍証，可信性有所疑問。
她被立后時期，根据《嘉喜門院集》所载詞書贈答歌，应在建德2年/应安4年（1371年）9月末之后。
天授3年/永和3年（1377年）皇子行悟出生。《新葉和歌集》中宮所作15首入集。